# Guillaume de l'Hôpital

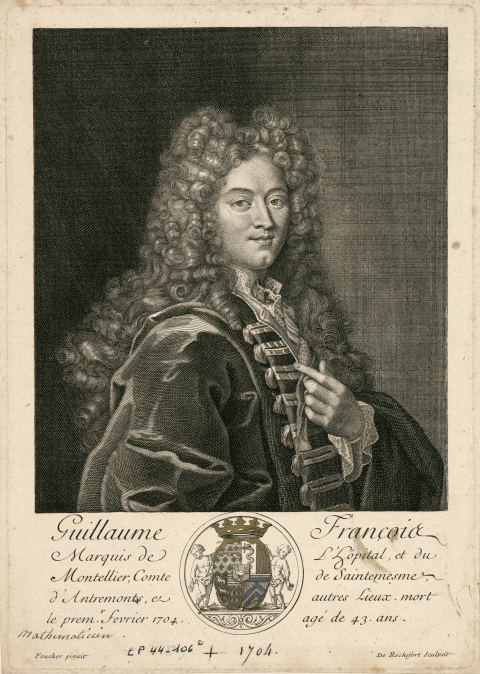
Guillaume de l'Hôpital

Guillaume François Antoine, markies de l'Hôpital (Parijs, 1661 – 2 februari 1704) was een Frans wiskundige. Hij is het bekendst vanwege de regel van l'Hôpital voor het berekenen van limieten. In Oudfrans is de schrijfwijze ook l'Hospital.

## Biografie
L'Hôpital werd geboren in Parijs. Hij had een militaire loopbaan willen volgen, maar een gebrekkig gezichtsvermogen noodzaakte hem om naar de wiskunde over te stappen. Na een uitdaging van Johan Bernoulli loste hij in 1696 het brachistochroonprobleem op, onafhankelijk van andere wiskundigen, zoals Isaac Newton, Jakob Bernoulli (Johanns broer) en Gottfried Leibniz.
Hij is de auteur van het eerste boek over differentiaalrekening, L'Analyse des infiniment petits pour l'intelligence des lignes courbes. Dit boek, uitgegeven in 1696, bevat de colleges van zijn leraar Johann Bernoulli, waarin Bernoulli onbepaalde vormen, zoals 0/0, bespreekt. De methode om dit soort onbepaalde vormen op te lossen door herhaald differentiëren werd naar hem genoemd: de regel van l'Hôpital.
Achteraf werd bekend dat hij in 1694 een 'deal' sloot met Johann Bernoulli. De afspraak was dat l'Hôpital aan Bernoulli 300 franc per jaar zou betalen, een half hoogleraarssalaris, om schriftelijk zijn wiskundevraagstukken voor hem op te lossen en daarover zijn mond te houden. Na de dood van l'Hôpital in 1704 kwam Bernoulli met dit verhaal en claimde de bron van de Analyse te zijn, maar werd niet alom geloofd. In 1922 werden andere notities van de lessen van Bernoulli gevonden, die het verhaal van Bernoulli ondersteunen.
Door verschillende bronnen wordt er op gewezen dat l'Hôpital ook op zichzelf een goed wiskundige was en dat hij op sommige punten fouten van Bernoulli heeft verbeterd, bijvoorbeeld dat de integraal van 1/x een eindig getal zou zijn.

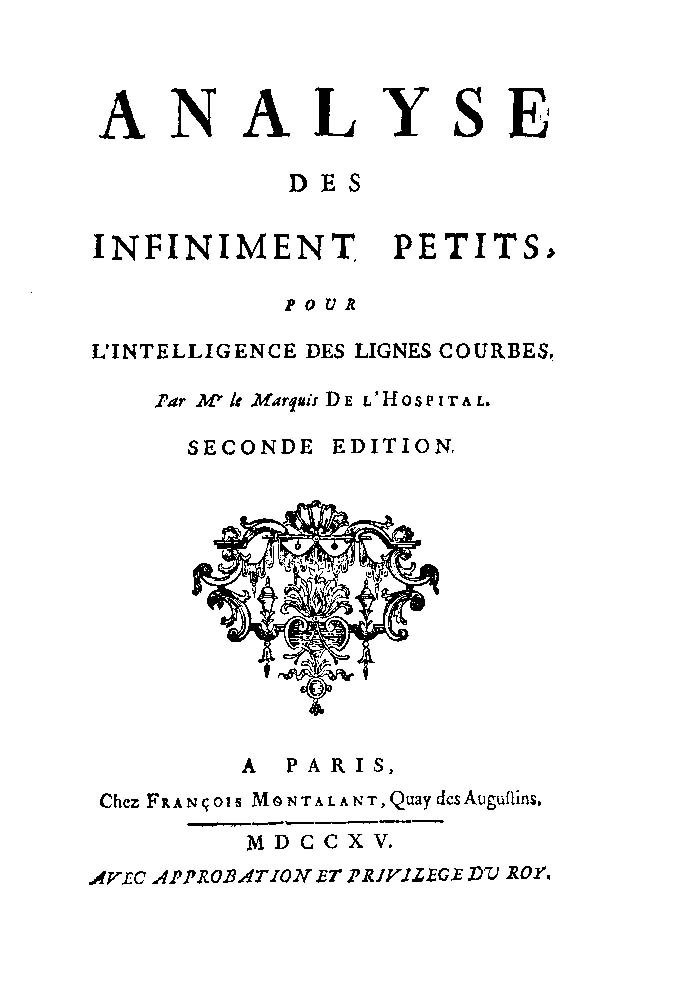
Analyse des infiniment petits pour l'intelligence des lignes courbes
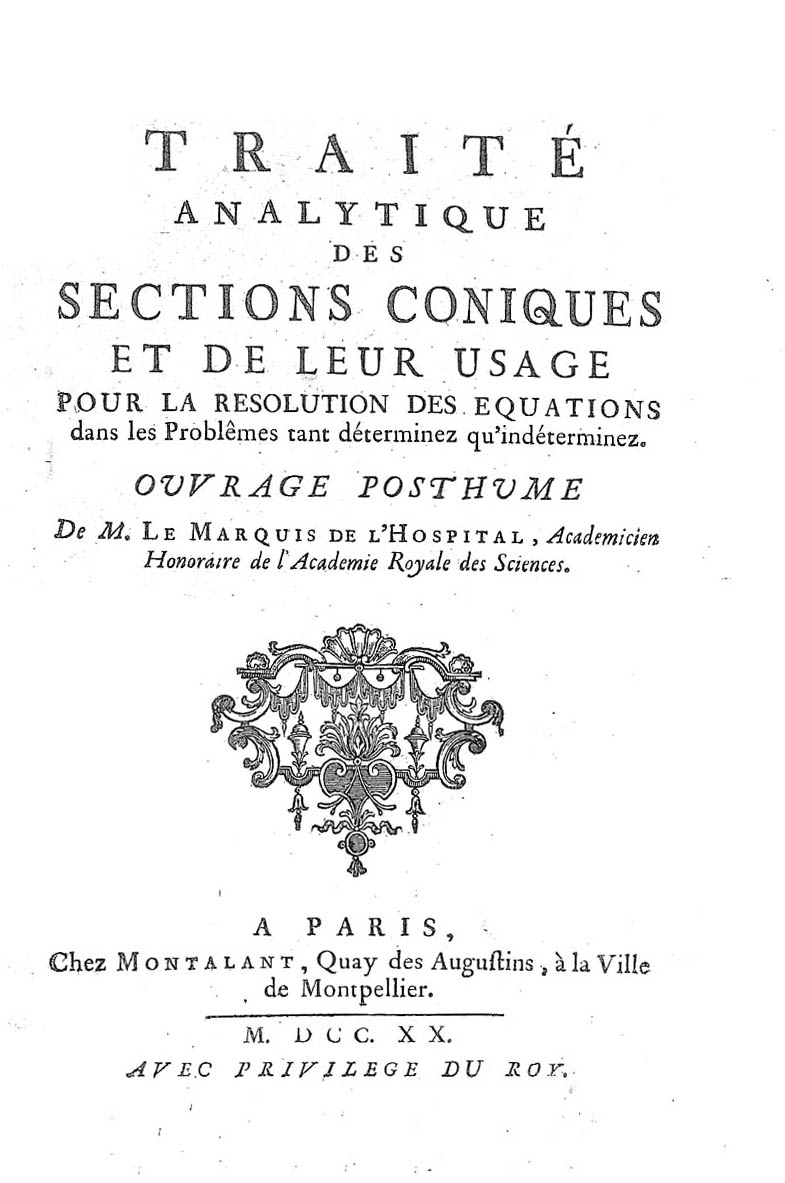
Traité analytique